# تاج (عبري)

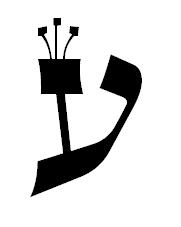
متوجة

التاج (عبرية: תָּג تج وتلفظ ‎[taɡ]‏، ج. תָּגִים تجيم) في الخط العبري هو خط في رأسه نقطة بعرض القلم تزين به بعض الحروف العبرية.
- يمتنع التتويج في حروف الألف والواو  [لغات أخرى]‏ والكاف  [لغات أخرى]‏ واللامد  [لغات أخرى]‏ والميم  [لغات أخرى]‏ والسامك  [لغات أخرى]‏ والفا  [لغات أخرى]‏ والريش والتاو فلا تتوج.
- تتوج حروف الجيمل  [لغات أخرى]‏ والزين  [لغات أخرى]‏ والنون  [لغات أخرى]‏ والعين  [لغات أخرى]‏ والصدي  [لغات أخرى]‏ و بثلاثة تيجان.
- حروف البيت  [لغات أخرى]‏ والدالت  [لغات أخرى]‏ والها  [لغات أخرى]‏ والحيت  [لغات أخرى]‏ واليود والقوف  [لغات أخرى]‏ تتوج بتاج واحد.